# Gedächtniskirche (Neustadt am Rennsteig)

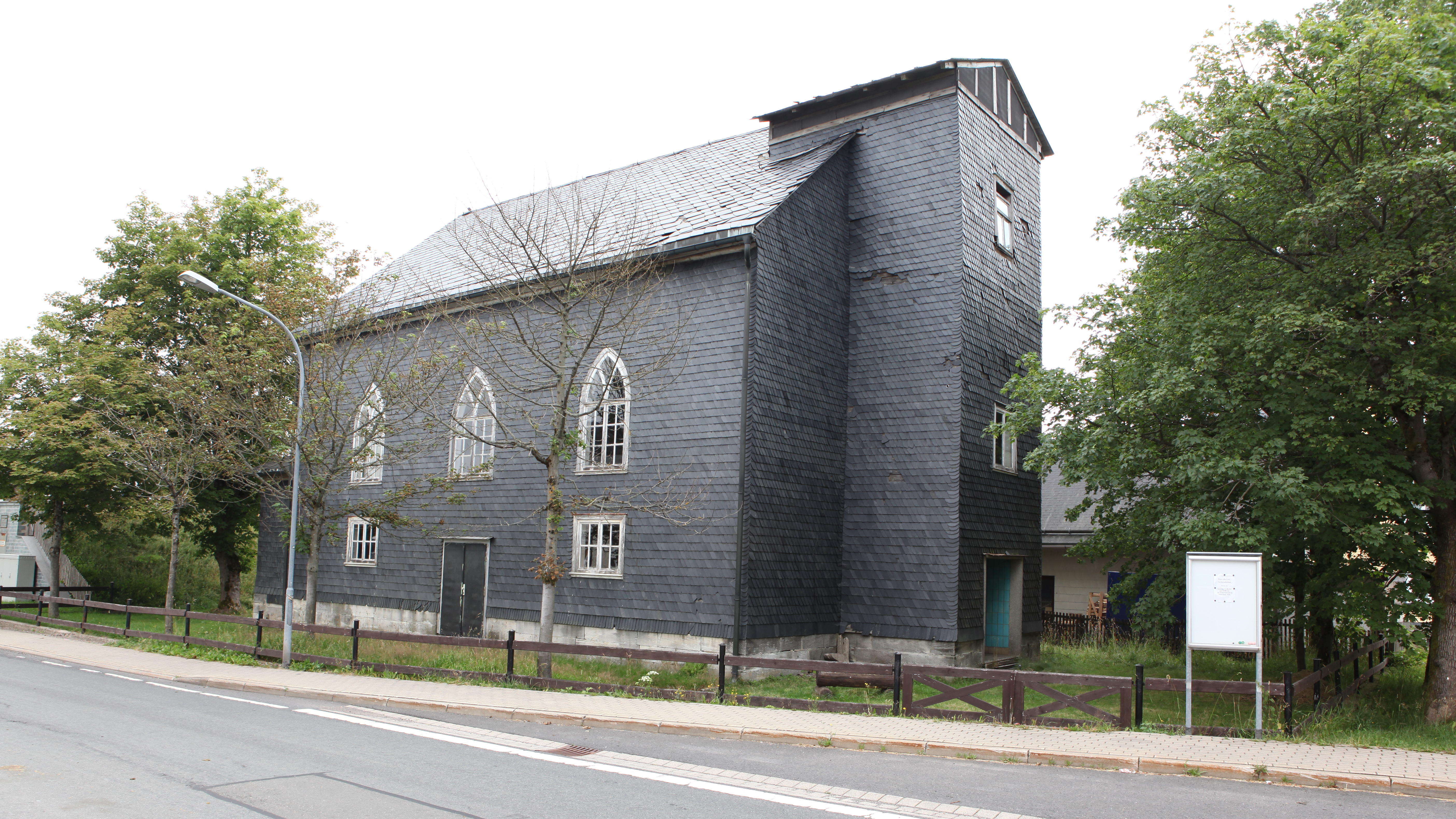
Die Schwarzburger Kirche

Die evangelische Gedächtniskirche, auch Schwarzburger Kirche genannt, stand von 1877 bis November 2016 in Neustadt am Rennsteig im Ilm-Kreis in Thüringen. Sie wurde 2016 abgebrochen.

## Geschichte

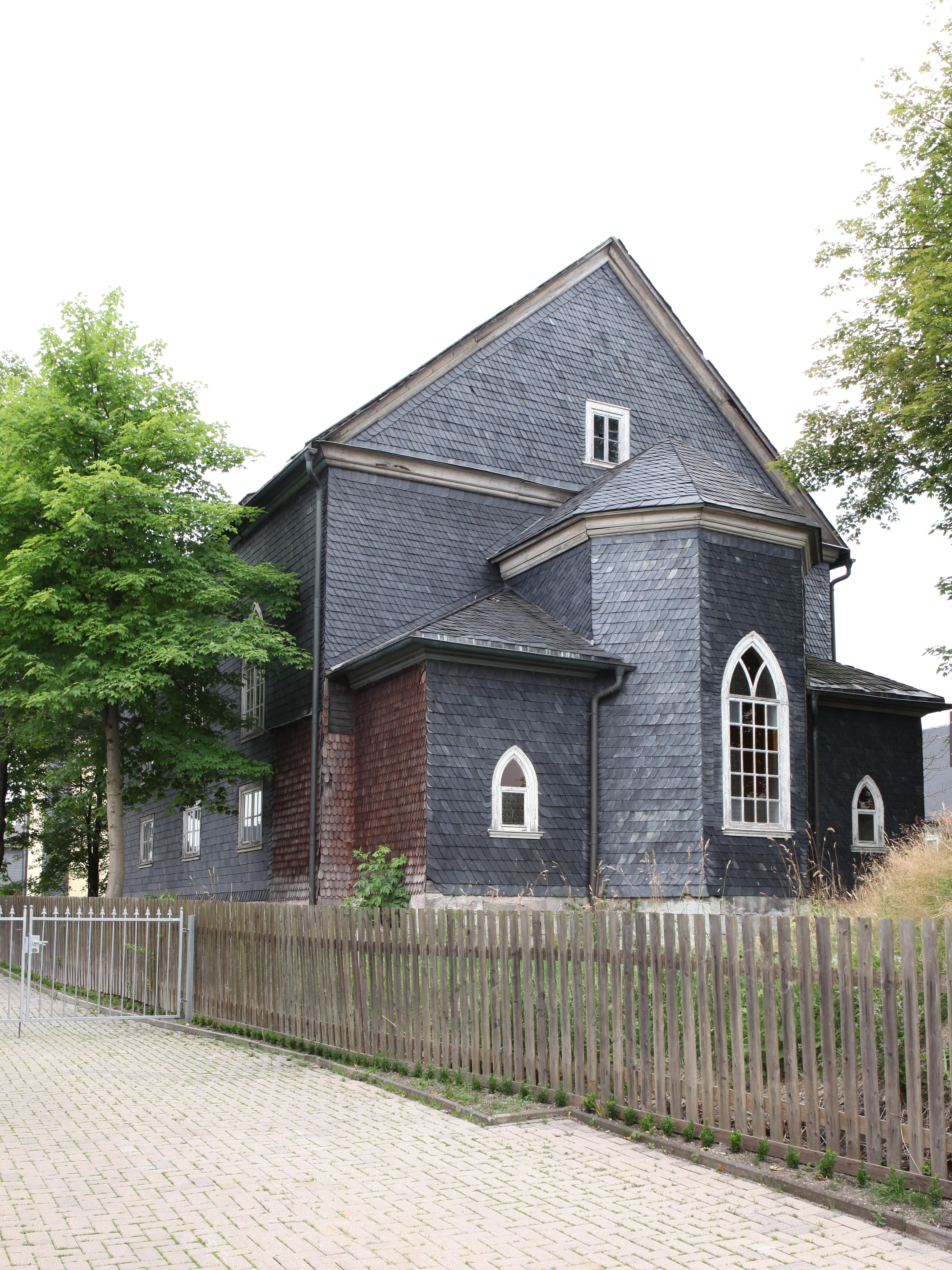
Apsis

Die Schwarzburger Kirche wurde 1887 für die Gläubigen im Neustädter Territorium des Fürstentums Schwarzburg-Sondershausen nach zweiundzwanzigjähriger Bauzeit eingeweiht. Da mit der Michaeliskirche eine zweite evangelische Kirche in dem Ort stand, wurde nach 1945 die Schwarzburger Kirche zumeist als Trauerhalle für den Friedhof in der Nähe genutzt.
Die 2001 geschlossene und 2005 entwidmete Kirche sollte verkauft werden. Es fand sich kein Käufer. Die Kirchenbänke veräußerte die Kirchengemeinde, die abgebaute Orgel gab sie an die Kirchengemeinde Oschersleben ab. Die im Dachboden gelagerte Glocke wurde in der Michaeliskirche aufgestellt. Die Kirche wurde im November 2016 abgebrochen. Mehr als die Hälfte der Kosten wurde aus dem „Abriss-Fonds“ der EKM finanziert.

## Architektur
Die schieferverkleidete Holzkirche hatte die Form einer Saalkirche mit einfachem Zeltdach. Es war eine eingeschossige, dreiseitige Empore vorhanden. Den eingezogenen schlanken Kirchturm, der 2002 zurückgebaut wurde, bedeckte eine achteckige Haube mit Knopf und Wetterfahne. Ursprünglich besaß er eine Turmuhr. Die Glocken befanden sich bis in die 1960er Jahre in einem danebenstehenden Glockenhaus. Die in den Längsseiten des Kirchenschiffs vorhandenen drei großen, neugotischen Spitzbogenfenster wurden nach dem Zweiten Weltkrieg horizontal geteilt, wodurch die unteren quadratischen Fensteröffnungen entstanden. Die halbrunde Apsis hatte ebenfalls ein großes neugotisches Fenster. In der Michaeliskirche steht ein Modell der Kirche.